# Wake Me Up Before You Go-Go
"Wake Me Up Before You Go-Go" er en sang af den britiske duo Wham!, der første gang blev udgivet som en single i Storbritannien den 14. maj 1984. Sangen blev deres første nummer-et hit i USA og i Storbritannien. Den blev skrevet og produceret af George Michael, halvdelen af duoen. I 2015 blev sangen af det britiske publikum stemt som den 13. mest populære UK singles af nummer-et hits fra 1980'erne og 90'erne i en afstemning, som ITV stod for.

## Trackliste
Alle sange skrevet og komponeret af George Michael. 
| 1. | "Wake Me Up Before You Go-Go"                | 3:51 |
| 2. | "Wake Me Up Before You Go-Go" (Instrumental) | 4:03 |

- Note: US 7" single (Columbia 04552) har identisk trackliste.

| 1. | "Wake Me Up Before You Go-Go"                       | 3:51 |
| 2. | "A Ray of Sunshine" (Specielt optaget til The Tube) | 4:58 |
| 3. | "Wake Me Up Before You Go-Go" (Instrumental)        | 4:03 |

## Hitlisteplaceringer
| Hitliste (1984–85)                               | Bedste placering |
| ------------------------------------------------ | ---------------- |
| Australien (Kent Music Report)                   | 1                |
| Østrig (Ö3 Austria Top 40)                       | 6                |
| Belgien (Ultratop 50 Flanderen)                  | 1                |
| Belgien (VRT Top 30 Flandern)                    | 1                |
| Canada (CHUM)                                    | 1                |
| Canada Adult Contemporary (RPM)                  | 1                |
| Canada Top Singles (RPM)                         | 1                |
| Europa (Eurochart Hot 100)                       | 1                |
| Finland (Suomen virallinen lista)                | 3                |
| Frankrig (SNEP)                                  | 17               |
| Tyskland (Official German Charts)                | 2                |
| Irland (IRMA)                                    | 1                |
| Italien (FIMI)                                   | 23               |
| Holland (Dutch Top 40)                           | 1                |
| Holland (Single Top 100)                         | 1                |
| New Zealand (RIANZ)                              | 2                |
| Norge (VG-lista)                                 | 1                |
| Sydafrika (Springbok Radio)                      | 9                |
| Sverige (Sverigetopplistan)                      | 1                |
| Schweiz (Schweizer Hitparade)                    | 2                |
| Storbritannien Singles (Official Charts Company) | 1                |
| US Billboard Adult Contemporary                  | 4                |
| US Billboard Hot 100                             | 1                |
| US Billboard Hot Dance Club Play                 | 27               |
| US Cash Box                                      | 1                |

| Chart (2016)                   | Peak position |
| ------------------------------ | ------------- |
| Polen (Polish Airplay Top 100) | 69            |

| Hitliste (1984)                    | Position |
| ---------------------------------- | -------- |
| Australien (Kent Music Report)     | 5        |
| Belgien (Ultratop 50 Flanders)     | 4        |
| Canada (RPM Top 100 Singles)       | 6        |
| Nederlandene (Dutch Top 40)        | 9        |
| Nederlandene (Mega Single Top 100) | 17       |
| New Zealand                        | 23       |
| Schweiz (Schweizer Hitparade)      | 8        |
| US Cash Box                        | 19       |

| Hitliste (1985)      | Placering |
| -------------------- | --------- |
| UK                   | 3         |
| US Billboard Hot 100 | 3         |